# Sicherheitspolizei und SD

Standaard van de Chef der Sicherheitspolizei und des SD (afbeelding ontleend aan Andreas Herzfeld, Die Rimann'sche Sammlung deutscher Autoflaggen und Kfz-Stander, deel 1, ISBN 9783935131087)

De Sicherheitspolizei und SD (= Sipo-SD) was het apparaat van de Duitse politieke recherche (Sicherheitspolizei of Sipo) en de geheime inlichtingendienst (Sicherheitsdienst of SD), die vanaf het begin nauw met elkaar verbonden waren en in alle door Duitsland veroverde landen tijdens de Tweede Wereldoorlog hun intrede deden.

## Geschiedenis
In 1939 waren de Sipo en SD door Heinrich Himmler samengevoegd in een nieuwe organisatie, het in Berlijn gevestigde Reichssicherheitshauptamt (RSHA), een dependance van het ministerie van Binnenlandse Zaken die aanvankelijk geleid werd door de Chef der Sicherheitspolizei und des SD Reinhard Heydrich.

## Nederland
In Nederland werd de Sicherheitspolizei und SD meestal "de SD" genoemd, wat verklaard kan worden uit het feit dat alle functionarissen van de Sicherheitspolizei de letters SD op hun linkermouw droegen.
De Sicherheitspolizei en Sicherheitsdienst stonden onder bevel van een Befehlshaber der Sicherheitspolizei und des SD (BdS), die in Nederland zetelde in Den Haag en onder wie zes plaatselijke afdelingen (Außenstellen) ressorteerden: Amsterdam, Rotterdam, Groningen, Arnhem, Den Bosch en Maastricht. De kampen in Schoorl en Amersfoort vielen onder deze bevelhebber. In Nederland waren dat achtereenvolgens:
1. Hans Nockemann (24 mei - eind juni 1940)
2. Wilhelm Harster (juli 1940 - september 1943)
3. Erich Naumann (september 1943 - juni 1944)
4. Karl Georg Eberhard Schöngarth (vanaf 1 juni 1944 tot aan de aftocht in 1945)

In de zomer van 1944 bestond de Sicherheitspolizei und SD in Nederland uit ongeveer zevenhonderd arbeidskrachten, onder wie zo'n vierhonderd Duitsers.

## België
Gekopieerd op de centrale organisatie in Berlijn, bestond de Sipo/SD voor België en de Noord-Franse departementen Nord en Pas de Calais, uit zes afdelingen:
- I. Personeelszaken.
- II. Administratie.
- III. Lebensgebiete of Sicherheitsdienst (SD), met als opdracht het verzamelen van politieke informatie, gegevens over de gebeurtenissen en opinies betreffende het openbaar leven in het bezette gebied. De leiding ervan berustte vanaf 1943 bij SS-Obersturmbannführer Heinz Hummitzsch (1910-1975). De afdeling Volkstum of Referat B bekommerde zich om de politieke collaboratie. Ze werd geleid door SS-Obersturmführer Kläss. SS-Oberscharführer Friedrich Eggert maakte er de hele oorlog deel van uit.
- IV. Gestapo of Geheime Staatspolizei, de strijd tegen de vijanden van het Duitse Rijk. De dienst was onderverdeeld in vier secties: communisten en marxisten - kerken en sekten, vrijmetselaars en joden - migranten en vreemdelingen - verzetsorganisaties. Gedurende de hele bezettingstijd werd de Gestapo in België geleid door Franz Straub (Bergrothenfels, 25 februari 1889 - Rothenfels, 1977). Van eind 1941 tot 1944 was Kurt Asche er de Judenreferent, die de deportatie organiseerde van de in België wonende Joden naar Auschwitz. Een ander kopstuk was Haupt-V-Mann Emiel Van Thielen.
- V. Kriminalpolizei (Kripo), de strijd tegen Duitsers die strafbare feiten pleegden en tegen de zwarte markt.
- VI. Nachrichtenwesen of spionage, in concurrentie met de Abwehr.

Naast de centrale dienst in Brussel, waren er Aussendienststelle in Antwerpen, Gent, Luik, Charleroi en Rijsel. Er werden in de loop van de oorlog ook Nebenstellen opgericht, onder meer in Leuven, Dinant, Aarlen, Hasselt, Brugge, Douai.
Van juni 1940 tot in september 1941 was deze Sipo/SD hiërarchisch ondergeschikt aan een algemene leider voor Frankrijk en België, SS-Brigadeführer Max Thomas (1891-1945). Nadien was er rechtstreekse ondergeschiktheid aan Berlijn.
De Dienststelleleiters in België, met de officiële naam Befehlshaber der Sicherheitspolizei und des Sicherheitsdienstes (BdS) waren:
- Karl Haselbacher (Dieringhausen, 7 oktober 1904 - Cambrai, 13 September 1940 - auto-ongeval) (augustus-september 1940). Hij gaf het bevel tot inrichten van het Concentratiekamp Breendonk.
- Karl Constantin Canaris (Duisburg, 8 november 1906 - 29 december 1983) (31 oktober 1940 - 31 oktober 1941)
- Ernst Boje Ehlers (Pinneberg, 16 oktober 1909 - 4 oktober 1980, zelfmoord) (november 1941 - februari 1944)
- Karl Constantin Canaris (februari-september 1944)

De Sipo-SD begon met een twintigtal medewerkers in 1940 en had tegen het einde van de bezetting een effectief rond de 500. Dat was niet bijzonder veel voor een politiemacht. De organisatie concentreerde zich voornamelijk op de vervolging van Joden en de repressie van het verzet.

### Nederland
- Lou DE JONG, Het Koninkrijk der Nederlanden in de Tweede Wereldoorlog, 's-Gravenhage, Martinus Nijhoff, 1969-1994.
- N.K.C.A. IN 'T VELD, De SS en Nederland, 's-Gravenhage: Martinus Nijhoff, 1976, deel I, ISBN 90-247-1671-3.
- Theo GERRITSE, De ploert Hanns Albin Rauter en de correcte ambtenaar Wilhelm Harster. De opmerkelijke rechtspleging tegen twee SS-kopstukken, Soesterberg, Aspekt, 2006.
- Olaf LÖSCHKE, ""Eberhard Schöngarth, in: Hans-Christian Jasch, Christoph Kreutzmüller (red.), The Participants: Men of the Wannsee Conference, Berghahn, New York, 2017.

### België
- J.GERARD-LIBOIS & José GOTOVITCH, L'An 40. La Belgique occupée, Brussel, CRISP, 1971.
- Albert DE JONGHE, De strijd Himmler-Reeder om de benoeming van een HSSPF te Brussel (1942-1944), in: Bijdragen tot de geschiedenis van de Tweede Wereldoorlog, 1976-1984.
  - Eerste deel : De Sicherheitspolizei in België,
  - Tweede deel: Het voorspel,
  - Derde deel: De ontwikkeling van oktober 1942 tot oktober 1943,
  - Vierde deel: Salzburg voor en na. Politieke ontwikkeling van augustus 1943 tot juli 1944,
  - Vijfde deel: Salzburg voor en na. Politionele ontwikkeling van september 1943 tot het einde van de bezetting.
- Wolfram WEBER, Die innere Sicherheit im besetzten Belgien und Nordfrankreich 1940–44, Düsseldorf, Droste-Verlag, 1978.
- Eckard COLMORGEN & Maren WULF, Dokumente. Der Asche-Prozeß. Dokumentation des Prozesses gegen den ehemaligen „Judenreferenten“ im von deutschen Truppen besetzten Belgien vor dem Landgericht Kiel, Hrsg. Arbeitskreis Asche-Prozeß und AK Kieler Antifaschisten, Borbyer Werkstatt Verlag/KVA, Kiel, 1985, ISBN 3-924964-05-X.
- Eddy DE BRUYNE, La Sipo-SD à Liège, 1940-1944. Composantes et Lignes de Force, s.l., 1998.
- Eddy DE BRUYNE, La Sipo-SD à Liège, in: Bulletin d’Information de CLHAM, 2004.
- Winne GOBYN, De Sicherheitspolizei und Sicherheitsdienst: een casestudie van de Gentse Aussenstelle (1940-1945), masterproefschrift (onuitgegeven), Universiteit Gent, 2002.
- Robby VAN EETVELDE, De Sicherheitspolizei und Sicherheitsdienst (Sipo-SD): een microgeschiedenis van Aussendienststelle Antwerpen (1940-1945), masterproefschrift (onuitgegeven) Universiteit Gent, 2004.
- Sam COSTENS, Halt! Gestapo! Een studie van de Sipo SD Nebenstelle Leuven december 1943-september 1944, masterproefschrift (onuitgegeven), Universiteit Gent, 2010.
- Maik BUBENZER, Dr. Karl Haselbacher (1904–1940). Eine Karriere im NS-Regime mit dem "Höhepunkt" Düsseldorf, in: Düsseldorfer Jahrbuch, 2013.
- Benoît MAJERUS, La Sipo-SD en Belgique. Une police faible ?, in: Vingtième Siècle. Revue d'Histoire, 2013.

## Voetnoten
1. 1 2  L. de Jong, deel 8 eerste helft, p. 11.
2. ↑  L. de Jong, deel 10b eerste helft, p. 340.
3. ↑  L. de Jong, deel 4 eerste helft, p. 86.
4. ↑  L. de Jong, deel 8 tweede helft, p. 579.
5. ↑  L. de Jong, deel 10a eerste helft, p. 54.